# Rajd Halkidiki 1984
Rajd Halkidiki 1984 (9. Halkidiki Rally) – 9 edycja rajdu samochodowego Rajd Elpa rozgrywanego w Grecji. Rozgrywany był od 20 do 22 sierpnia 1984 roku. Była to trzydziesta czwarta runda Rajdowych Mistrzostw Europy w roku 1984 (rajd miał najwyższy współczynnik - 4) i jedenasta runda Rajdowych Mistrzostw Grecji. Składał się z 24 odcinków specjalnych.

## Klasyfikacja rajdu
| Miejsce                      | Kierowca                     | Pilot                        | Samochód                     | Czas                         | Strata                       |                              |
| Klasyfikacja generalna i ERC | Klasyfikacja generalna i ERC | Klasyfikacja generalna i ERC | Klasyfikacja generalna i ERC | Klasyfikacja generalna i ERC | Klasyfikacja generalna i ERC | Klasyfikacja generalna i ERC |
| ---------------------------- | ---------------------------- | ---------------------------- | ---------------------------- | ---------------------------- | ---------------------------- | ---------------------------- |
| 1.                           | Carlo Capone                 | Sergio Cresto                | Lancia 037 Rally             | 5:04:28                      | 0.0                          |                              |
| 2.                           | Shekhar Mehta                | Yvonne Mehta                 | Nissan 240RS                 | 5:09:04                      | +4:36                        |                              |
| 3.                           | Giorgos Moschous             | Manolis Makrinos             | Nissan 240RS                 | 5:10:10                      | +5:42                        |                              |
| 4.                           | Stratis Hatzipanayiotou      | Kóstas Fertakis              | Nissan 240RS                 | 5:17:40                      | +13:12                       |                              |
| 5.                           | Mike Kirkland                | Anton Levitan                | Nissan 240RS                 | 5:19:34                      | +15:06                       |                              |
| 6.                           | Radoslav Petkov              | Nikolay Monchev              | Nissan 240RS                 | 5:39:55                      | +35:27                       |                              |
| 7.                           | Giorgos Meimaridis           | Ioánnis Halaris              | Lancia 037 Rally             | 5:40:41                      | +36:13                       |                              |
| 8.                           | Andreas Papatriantafillou    | Konstantinos Stefanis        | Toyota Corolla GT            | 5:52:14                      | +47:46                       |                              |
| 9.                           | Sotiris Hatzitsopanis        | Anastasios Athanassiou       | Ford Escort                  | 5:55:08                      | +50:40                       |                              |
| 10.                          | Johnny Pesmazoglou           | Giorgos Kilivridis           | Opel Ascona 400              | 5:55:27                      | +50:59                       |                              |